# Lena Fürst
Lena Birgitta Fürst Rozkalns, född Fürst den 19 augusti 1936 i Stockholm, död 7 november 2023 i Enebyberg i Danderyds distrikt, var en svensk TV-producent. Hon var en av Sveriges kvinnliga TV-pionjärer och deltog i produktioner som Hylands hörna och Halvsju. Hon var dotter till Sigge Fürst.

## Biografi

### Verksamhet på TV
Lena Fürst, som var dotter till skådespelaren Sigge och Ingrid Fürst, född Wallin, kom till TV redan 1954 när det pågick försökssändningar på KTH i Stockholm.  Hon blev anställd vid Sveriges Radio 1955 och gick i pension 1998. Hon började som scripta. I Kamratposten nummer 15 1962 berättade Fürst på temat "så gör en TV-scripta".
Hon kom tidigt in på underhållningssidan och stannade där hela karriären. 1963 var hon programledare för nöjesprogrammet På toppen, som sändes från Fåfängan på Söder med Arne Weise som producent. Lena Fürst blev kort därefter själv producent. I mitten av sextiotalet producerade hon under några år Hylands hörna, bland annat den minnesvärda hörnan där Per Oscarsson klädde av sig. Efter sändningen blev Fürst mordhotad.
Hon kom att arbeta med många nya programformat med stor popularitet, som kvällsprogrammet Halvsju från tidigt 1970-tal. Ett annat epokgörande underhållningsprogram är Måndagsbörsen 1979 med Fürst som projektledare och Gunilla Nilars som producent. Söndagsöppet, Det kommer mera, Sveriges magasin och Jacobs stege är andra uppmärksammade program där hon var involverad.

### Övriga insatser
Tillsammans med sin far Sigge Fürst deltog hon i filmen En sjöman går iland (1937), blott ett år gammal.
Hon var röstskådespelare i ett avsnitt av Drutten och Krokodilen (1974).